# Belle Le Grand
Belle Le Grand is een Amerikaanse western uit 1951 onder regie van Allan Dwan. In Nederland werd de film destijds uitgebracht onder de titel De grote mijnramp.

## Verhaal
Daisy Henshaw zit ten onrechte in de gevangenis voor moord. Wanneer ze weer op vrije voeten is, ontdekt ze dat haar jongere zus in een weeshuis is terechtgekomen. Ze wil haar zus daar koste wat het kost uit weghalen.

## Rolverdeling
| Acteur                | Personage                      |
| --------------------- | ------------------------------ |
| Vera Ralston          | Daisy Henshaw / Belle Le Grand |
| John Carroll (acteur) | John Kilton                    |
| William Ching         | Bill Shanks                    |
| Hope Emerson          | Emma McGee                     |
| Grant Withers         | Shannon                        |
| Stephen Chase         | Montgomery Crame               |
| John Qualen           | Corky McGee                    |
| Harry Morgan          | Abel Stone                     |
| Charles Cane          | Cale                           |
| Thurston Hall         | Parkington                     |
| Marietta Canty        | Daisy                          |
| Glen Vernon           | Piccolo                        |
| Muriel Lawrence       | Nan Henshaw                    |